# Норвегия на «Евровидении-2015»
Норвегия приняла участие в конкурсе песни «Евровидение 2015» в Австрии. Представитель был выбран путём национального отбора, состоящего из одного финала.

## Melodi Grand Prix 2015
Melodi Grand Prix 2015 стал 53-й выпуском норвежского национального финала Melodi Grand Prix, который определил представителя Норвегии на конкурс Евровидение 2015. Конкурс претерпел значительных изменений по сравнению с прошлыми годами. Впервые с 2005 года не было полуфинальных шоу; только одно шоу, в котором участвуют 11 песен, состоялось 14 марта 2015 года в Осло Спектрум. Ведущие шоу — Силия Ньюмойн и Кар Магнус Берг. Вещатель также вернул живой оркестр как часть шоу, особенность, которая отсутствовала в конкурсе 17 лет. 54 членов норвежского радио оркестра музыкально сопровождали некоторые выступления. С оркестром выступил:
- Alexandra Joner — Cinderella
- Erlend Bratland — Thunderstrike
- Marie Klåpbakken — Ta meg tilbake
- Mørland & Debrah Scarlett — A Monster Like Me
- Staysman Lazz — En godt stekt pizza
- Tor & Bettan — All Over the World

| Номер | Исполнитель               | Песня                 | Композиторы                                                               | Результат  |
| ----- | ------------------------- | --------------------- | ------------------------------------------------------------------------- | ---------- |
| 1     | Erlend Bratland           | «Thunderstruck»       | Joy Deb, Linnéa Deb, Erlend Bratland                                      | Суперфинал |
| 2     | Raylee                    | «Louder»              | Andreas Stone Johansson, Ricky Hanley                                     | Вылет      |
| 3     | Tor & Bettan              | «All Over the World»  | Are Selheim, Tor Endresen                                                 | Суперфинал |
| 4     | Jenny Langlo              | «Next To You»         | Jenny Langlo, Robin Mortensen Lynch, Niklas Olovson                       | Вылет      |
| 5     | Ira Konstantinidis        | «We Don’t Worry»      | Øyvind Blikstad, Bjarte Giske, Ali Pirzad, Julie Bergan                   | Вылет      |
| 6     | Contrazt                  | «Heaven»              | Jan Lysdahl, Jacob Launbjerg                                              | Вылет      |
| 7     | Marie Klåpbakken          | «Ta meg tilbake»      | Marie Klåpbakken, Linn Hege Sagen, Olav Tronsmoen                         | Вылет      |
| 8     | Staysman & Lazz           | «En godt stekt pizza» | Stian Thorbjørnsen, Petter Kristiansen, Lars-Erik Blokkhus, Jesper Borgen | Суперфинал |
| 9     | Mørland & Debrah Scarlett | «A Monster Like Me»   | Kjetil Mørland                                                            | Суперфинал |
| 10    | Alexandra Joner           | «Cinderella»          | Erik Smaaland, Kristoffer Tømmerbakke                                     | Вылет      |
| 11    | Karin Park                | «Human Beings»        | Karin Park, Guy Chambers                                                  | Вылет      |